# Joseph Kölschbach

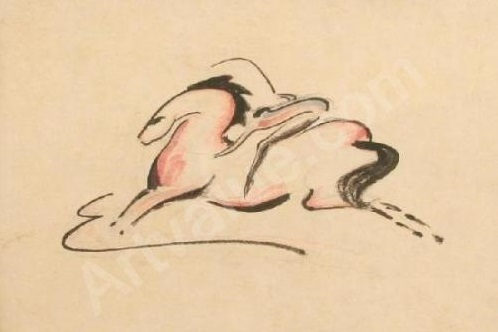

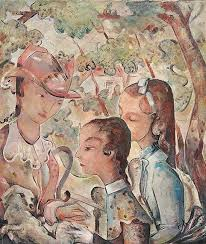

Joseph Kölschbach, auch: Josef (geboren 18. April 1892 in Köln; gestorben 6. August 1947 in Rhöndorf) war ein deutscher Maler des Expressionismus.

## Leben
Joseph Kölschbach begann 1912 das Studium an der Kunstakademie Düsseldorf. Nach dem Besuch der Ausstellung des Sonderbundes Westdeutscher Kunstfreunde und Künstler 1912 in Köln brach er das Studium ab und wurde freischaffender Künstler. Durch Max Ernst lernte er August Macke kennen, der ihn zu der Ausstellung Rheinischer Expressionisten in Bonn einlud. Kölschbach stellte dort mehrere Hinterglasbilder und mehrere Kompositionen vor. Im Reiff-Museum Aachen hatte er danach eine Einzelausstellung. Macke sorgte auch für seine Teilnahme am Ersten Deutschen Herbstsalon 1913 in Herwarth Waldens Sturm-Galerie in Berlin, wo er eine Komposition und eine Aktkomposition ausstellte, während zwölf Hinterglasbilder bei dem Transport nach Berlin zerbrachen. Franz Marc hob Kölschbachs „kleine“ Bilder gegenüber dem kritischen Mitorganisator Wassily Kandinsky lobend hervor. 1914 nahm Kölschbach mit Glasfensterentwürfen und Malereien an der Kölner Werkbundausstellung teil.

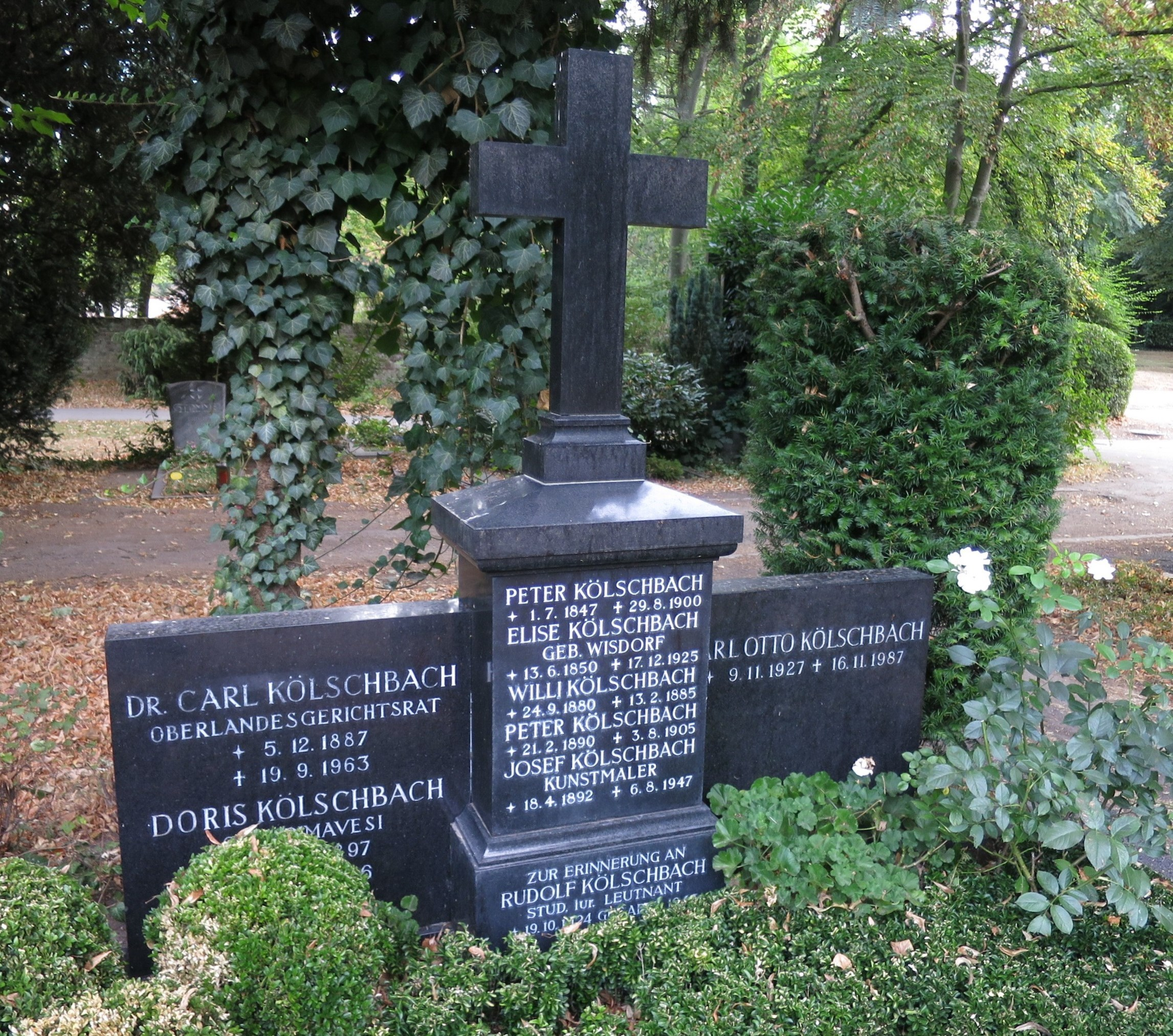
Familiengrab Kölschbach

Von 1914 bis 1916 war er Soldat im Ersten Weltkrieg, nach einer Kriegsverletzung war er kurzzeitig Aushilfs-Lehrer an der Kölner Kunstgewerbeschule. 1918 nahm er an der Ausstellung Das junge Rheinland im Kölnischen Kunstverein teil und 1919 bei der Künstlervereinigung Der Strom. Bis 1933 reiste er regelmäßig nach Paris und pflegte seine Künstlerfreundschaft mit Max Ernst. 1927 heiratete er die Tanz- und Gymnastiklehrerin Anna Müller-Herrmann und arbeitete nun in Berlin.
Nach der Machtübergabe an die Nationalsozialisten 1933 galten seine Bilder als entartet und wurden 1937 in den deutschen Museen beschlagnahmt. Auf die politische Repression reagierte Kölschbach mit Depressionen, hinzu kam, dass er 1944 in Berlin zweimal ausgebombt wurde. Nach Ende des Krieges kehrte er 1945 nach Köln zurück.
Kölschbach starb 1947 im Alter von 55 Jahren und wurde im Familiengrab auf dem Kölner Friedhof Melaten (Flur 8 (R1)) beigesetzt.

## Werke / Ausstellungen
Von Kölschbach gibt es, Stand 2013, kein Werkverzeichnis. Er wird auch nicht im aktuellen AKL aufgeführt.